# Łucka City
Łucka City – warszawski wieżowiec o wysokości 120 metrów, wybudowany w latach 2000–2004 przy ul. Łuckiej 15.

## Opis
W budynku znajdują się łącznie 342 mieszkania, a ich powierzchnia wynosi od 37 do 243 m². Na wyższych piętrach położone są apartamenty z widokami na Warszawę. Do  wybudowania w 2009 Sea Towers w Gdyni był to najwyższy w Polsce budynek mieszkalny.
Na siedmiu podziemnych i trzech naziemnych poziomach znajduje się parking, wyżej na pięciu naziemnych kondygnacjach mieszczą się biura i punkty usługowe. Wieżowiec posiada nowoczesne udogodnienia: 6 szybkobieżnych wind, monitoring kamerami wideo, basen, fitness club i taras widokowy.
Do południowej ściany budynku przylega wzniesiony w latach 2007–2011 biurowiec Prosta Tower według projektu Stefana Kuryłowicza, co tworzy jedyny w Polsce i rzadko spotykany na świecie układ pary zrośniętych wysokościowców.
Gmach jest uważany za najbrzydszy wieżowiec Warszawy.